# Кол (округ, Оклахома)
Округ Кол (англ. Coal County) располагается в штате Оклахома, США. Официально образован в 1907 году. По состоянию на 2012 год, численность населения составляла 5963 человека.

## География
По данным Бюро переписи США, общая площадь округа равняется 1350 км2, из которых 1342 км2 суша и 8 км2 или 0,590 % это водоемы.

## Население
По данным переписи населения 2000 года в округе проживает 6 031 жителей в составе 2 373 домашних хозяйств и 1 653 семей. Плотность населения составляет 4,00 человека на км2. На территории округа насчитывается 2 744 жилых строений, при плотности застройки около 2,00-х строений на км2. Расовый состав населения: белые — 75,18 %, афроамериканцы — 0,36 %, коренные американцы (индейцы) — 17,31 %, азиаты — 0,32 %, гавайцы — 0,00 %, представители других рас — 0,75 %, представители двух или более рас — 6,09 %. Испаноязычные составляли 2,14 % населения независимо от расы.
В составе 30,70 % из общего числа домашних хозяйств проживают дети в возрасте до 18 лет, 55,20 %  представляют собой супружеские пары проживающие вместе, 10,60 % домашних хозяйств представляют собой одиноких женщин без супруга, 30,30 % домашних хозяйств не имеют отношения к семьям, 27,30 % домашних хозяйств состоят из одного человека, 14,30 % домашних хозяйств состоят из престарелых (65 лет и старше), проживающих в одиночестве. Средний размер домашнего хозяйства составляет 2,51 человека, и средний размер семьи 3,05 человека.
Возрастной состав округа: 26,60 % моложе 18 лет, 7,70 % от 18 до 24, 25,30 % от 25 до 44, 22,50 % от 45 до 64 и 22,50 % от 65 и старше. Средний возраст жителя округа 38 лет. На каждые 100 женщин приходится 96,30 мужчин. На каждые 100 женщин старше 18 лет приходится 92,90 мужчин.
Средний доход на домохозяйство в округе составлял 23 705 USD, на семью — 28 333 USD. Среднестатистический заработок мужчины был 22 721 USD против 18 419 USD для женщины. Доход на душу населения составлял 12 013 USD. Около 18,50 % семей и 23,10 % общего населения находились ниже черты бедности, в том числе — 27,90 % молодежи (тех, кому ещё не исполнилось 18 лет) и 20,90 % тех, кому было уже больше 65 лет.